# Yannik Möker
Yannik Möker (* 27. Juli 1999 in Wolfenbüttel) ist ein deutscher Fußballspieler.

## Karriere
Nach seinen Anfängen in der Jugend des TSV Gielde und von Eintracht Braunschweig wechselte er im Sommer 2011 in die Jugendabteilung des VfL Wolfsburg. Nach insgesamt 25 Spielen in der B-Junioren-Bundesliga und 39 Spielen in der A-Junioren-Bundesliga, bei denen ihm insgesamt 14 Tore gelangen, wurde er im Sommer 2018 in den Kader der 2. Mannschaft seines Vereins aufgenommen. Am Ende der Saison 2018/19 scheiterte er mit seinem Verein in den Aufstiegsspielen zur 3. Liga am FC Bayern München II. Für seine Mannschaft stand er in zwei Spielzeiten insgesamt in 51 Spielen in der Regionalliga Nord auf dem Feld, bei denen ihm 9 Tore gelangen. 
Im Sommer 2020 erfolgte sein Wechsel zum Drittligisten FSV Zwickau. Dort kam er auch zu seinem ersten Einsatz im Profibereich, als er am 17. Oktober 2020, dem 5. Spieltag, bei der 1:2-Heimniederlage gegen den KFC Uerdingen 05 in der 71. Spielminute für Leon Jensen eingewechselt wurde.
Im Januar 2024 nahm Energie Cottbus Möker unter Vertrag. Im Sommer 2025 verließ er den Verein wieder.

## Nationalmannschaft
Möker bestritt für die U-18 des Deutschen Fußball-Bundes im Jahr 2017 ein Länderspiel.